# فلاح المدادحه
فلاح محمد المدادحه (1900- 1965) سياسي أردني ووزير سابق من مواليد مدينة الكرك، شغل منصب وزير الداخلية في عهد الملك المؤسس عبد الله الأول بن الحسين والملك طلال بن عبدالله كما تولى عدة مناصب وزارية في عهد الملك الحسين بن طلال وكان عضو مجلس الأعيان 1959-1963 نائبا لرئيس مجلس الأعيان و حاكما اداريا عاما لفلسطين ووالياً للقدس.

## وفاته
توفي فلاح المدادحه في عام 1965. 